# Université du Costa Rica
L'université du Costa Rica (en espagnol : Universidad de Costa Rica ou UCR) est une université publique de la République du Costa Rica, en Amérique centrale, fondée en 1940. Le campus le plus important Ciudad Universitaria Rodrigo Facio, est situé à San Pedro, dans la province de San José. C'est le plus ancien établissement universitaire costaricien et environ 39 000 étudiants fréquentent l'université chaque année. 

## Histoire

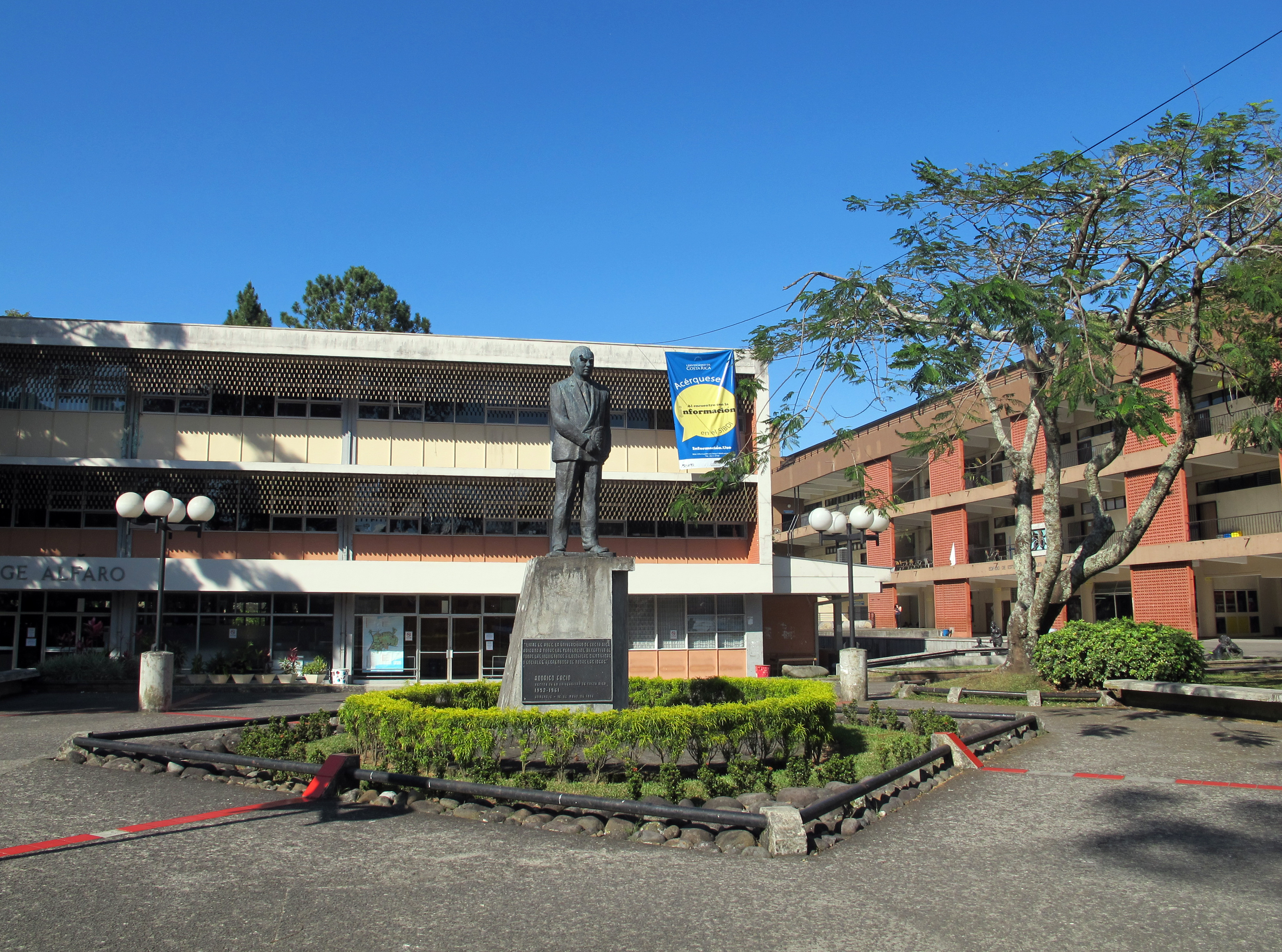
Campus universitaire Rodrigo Facio à San Pedro de Montes de Oca, avec la statue de Rodrigo Facio, et à gauche la Bibliothèque Carlos Monge Alfaro.

## Personnalités liées à l'université

### Professeurs
- Julieta Dobles, professeure de littérature, de communication et de langue.
- Dora Emilia Mora de Retana, professeure de biologie puis de botanique.

### Étudiants
- Sandra Cauffman, physicienne à la NASA.
- Laura Chinchilla Miranda, femme politique.
- Julieta Dobles, poétesse.
- Dora Emilia Mora de Retana, botaniste.
- Amelia Rueda, animatrice radio.
- Sofia Hernandez Salazar, militante de la lutte contre le réchauffement climatique.